# Danh sách giải thưởng và đề cử của Cats

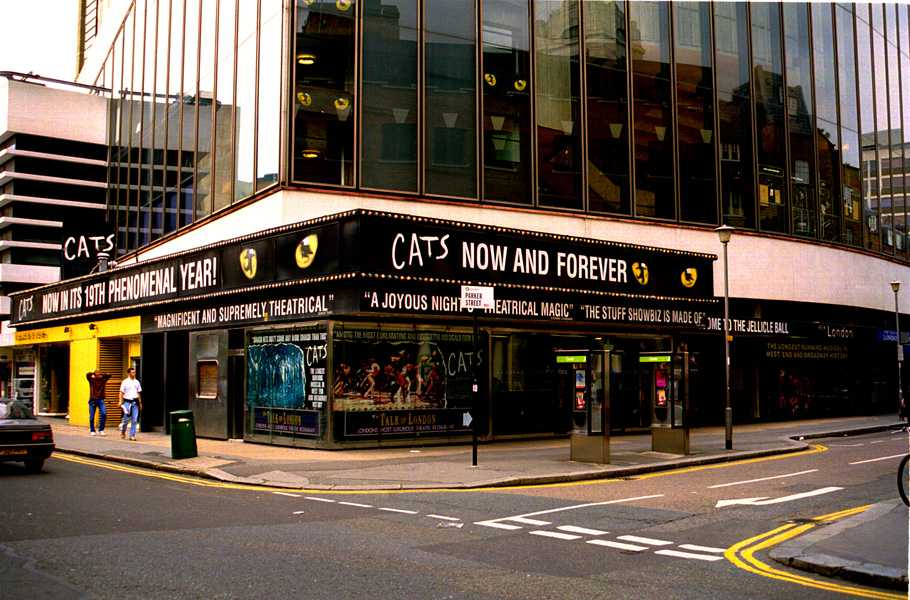
Cats tại nhà hát New London Theatre, ảnh chụp năm 1999.

Cats là một vở nhạc kịch thuần hát xuất xứ từ Anh do Andrew Lloyd Webber sáng tác dựa trên tuyển tập thơ Old Possum's Book of Practical Cats của T. S. Eliot. Nội dung của vở nhạc kịch kể về bộ tộc mèo Jellicles phải đưa ra "quyết định Jellicle" để chọn ra một mèo sẽ được đầu thai chuyển kiếp. Nhà sản xuất của vở nhạc kịch này là Cameron Mackintosh, Trevor Nunn làm đạo diễn còn Gillian Lynne là biên đạo múa.
Cats bắt đầu công diễn vào năm 1981 tại nhà hát New London Theatre thuộc hệ thống West End, sau đó diễn liên tục suốt 21 năm liền với gần 9000 buổi Tại lễ trao giải Laurence Olivier, Cats thu về sáu đề cử và thắng ở hai hạng mục: Nhạc kịch mới xuất sắc nhất và Thành tựu xuất sắc thể loại Nhạc kịch cho Gillian Lynne.
Năm 1982, Cats du nhập vào Broadway, bắt đầu công diễn ở nhà hát Winter Garden Theatre, kéo dài 18 năm với 7485 buổi diễn. Đợt sản xuất này nhận mười một đề cử Tony và thắng bảy hạng mục: Nhạc kịch xuất sắc nhất, Kịch bản xuất sắc nhất thể loại Nhạc kịch cho T. S. Eliot, Âm nhạc hay nhất cho Andrew Lloyd Webber và T. S. Eliot, Nữ diễn viên góp mặt xuất sắc nhất thể loại Nhạc kịch cho Betty Buckley, Đạo diễn xuất sắc nhất thể loại Nhạc kịch cho Trevor Nunn, Thiết kế phục trang xuất sắc nhất cho John Napier và Thiết kế ánh sáng xuất sắc nhất cho David Hersey. Sau đó, Cats được đề cử năm giải tại lễ trao giải Drama Desk năm 1983 và thắng tại ba hạng mục. Đó là Thiết kế phục trang xuất sắc, Thiết kế ánh sáng xuất sắc và Âm nhạc hay nhất. Đợt sản xuất tại thành phố Washington D.C nhận ba đề cử giải Helen Hayes vào năm 1985, mang về một chiến thắng duy nhất ở hạng mục Nữ diễn viên chính xuất sắc của một đợt lưu diễn cho Diane Fratantoni. Vở nhạc kịch cũng mang về cho đợt sản xuất Toronto bảy giải Dora Mavor Moore Award. Còn bản tiếng Pháp tại Paris thắng một giải Molière.
Cả album thu âm của Luân Đôn lẫn Broadway đều được đề cử giải Grammy cho Album nhạc kịch xuất sắc nhất nhưng chỉ có album của Broadway thắng giải. Bản làm lại năm 2014 ở Luân Đôn nhận được hai đề cử Laurence Olivier (trong đó có hạng mục Nhạc kịch làm lại hay nhất) nhưng không thắng giải nào. Còn bản làm lại năm 2016 của Broadway (có sự tham gia của Leona Lewis) nhận sáu đề cử Chita Rivera, một đề cử Drama Desk cùng một đề cử Drama League.

## Luân Đôn (bản gốc)
| Năm  | Giải thưởng                   | Hạng mục                                 | Ứng cử viên                 | Kết quả   |
| ---- | ----------------------------- | ---------------------------------------- | --------------------------- | --------- |
| 1981 | Giải Evening Standard Theatre | Nhạc kịch hay nhất                       | Nhạc kịch hay nhất          | Đoạt giải |
| 1981 | Giải Laurence Olivier         | Nam diễn viên của năm thể loại Nhạc kịch | Brian Blessed               | Đề cử     |
| 1981 | Giải Laurence Olivier         | Nam diễn viên của năm thể loại Nhạc kịch | Wayne Sleep                 | Đề cử     |
| 1981 | Giải Laurence Olivier         | Nhạc kịch mới hay nhất                   | Nhạc kịch mới hay nhất      | Đoạt giải |
| 1981 | Giải Laurence Olivier         | Nhà thiết kế của năm                     | John Napier                 | Đề cử     |
| 1981 | Giải Laurence Olivier         | Đạo diễn của năm                         | Trevor Nunn                 | Đề cử     |
| 1981 | Giải Laurence Olivier         | Thành tựu xuất sắc thể loại Nhạc kịch    | Gillian Lynne               | Đoạt giải |
| 1982 | Giải Ivor Novello             | Nhạc kịch Anh quốc hay nhất              | Nhạc kịch Anh quốc hay nhất | Đoạt giải |
| 1982 | Giải Ivor Novello             | Bài hát có nhạc và lời hay nhất          | "Memory"                    | Đoạt giải |
| 1983 | Giải Grammy                   | Album nhạc kịch hay nhất                 | Album nhạc kịch hay nhất    | Đề cử     |

## Broadway 1983
| Năm  | Giải                      | Hạng mục                                               | Ứng cử viên                                     | Kết quả   |
| ---- | ------------------------- | ------------------------------------------------------ | ----------------------------------------------- | --------- |
| 1983 | Giải Drama Desk           | Nữ diễn viên xuất sắc thể loại Nhạc kịch               | Betty Buckley                                   | Đề cử     |
| 1983 | Giải Drama Desk           | Thiết kế phục trang xuất sắc                           | John Napier                                     | Đoạt giải |
| 1983 | Giải Drama Desk           | Thiết kế ánh sáng xuất sắc                             | David Hersey                                    | Đoạt giải |
| 1983 | Giải Drama Desk           | Lời bài hát hay nhất                                   | T. S. Eliot                                     | Đề cử     |
| 1983 | Giải Drama Desk           | Âm nhạc hay nhất                                       | Andrew Lloyd Webber                             | Đoạt giải |
| 1983 | Giải Outer Critics Circle | Nhạc kịch Broadway hay nhất                            | Nhạc kịch Broadway hay nhất                     | Đoạt giải |
| 1983 | Giải Tony                 | Nhạc kịch hay nhất                                     | Nhạc kịch hay nhất                              | Đoạt giải |
| 1983 | Giải Tony                 | Kịch bản xuất sắc nhất thể loại Nhạc kịch              | T. S. Eliot                                     | Đoạt giải |
| 1983 | Giải Tony                 | Âm nhạc hay nhất                                       | Andrew Lloyd Webber và T. S. Eliot              | Đoạt giải |
| 1983 | Giải Tony                 | Nam diễn viên góp mặt xuất sắc nhất thể loại Nhạc kịch | Harry Groener                                   | Đề cử     |
| 1983 | Giải Tony                 | Nam diễn viên góp mặt xuất sắc nhất thể loại Nhạc kịch | Stephen Hanan                                   | Đề cử     |
| 1983 | Giải Tony                 | Nữ diễn viên góp mặt xuất sắc nhất thể loại Nhạc kịch  | Betty Buckley                                   | Đoạt giải |
| 1983 | Giải Tony                 | Đạo diễn xuất sắc nhất thể loại Nhạc kịch              | Trevor Nunn                                     | Đoạt giải |
| 1983 | Giải Tony                 | Biên đạo múa xuất sắc nhất                             | Gillian Lynne                                   | Đề cử     |
| 1983 | Giải Tony                 | Thiết kế sân khấu xuất sắc nhất                        | John Napier                                     | Đề cử     |
| 1983 | Giải Tony                 | Thiết kế phục trang xuất sắc nhất                      | John Napier                                     | Đoạt giải |
| 1983 | Giải Tony                 | Thiết kế ánh sáng xuất sắc nhất                        | David Hersey                                    | Đoạt giải |
| 1984 | Giải Grammy               | Album nhạc kịch hay nhất (Best Cast Show Album)        | Album nhạc kịch hay nhất (Best Cast Show Album) | Đoạt giải |

## Bắc Mỹ
| Năm  | Giải                  | Hạng mục                                                 | Ứng cử viên                | Kết quả   |
| ---- | --------------------- | -------------------------------------------------------- | -------------------------- | --------- |
| 1985 | Giải Helen Hayes      | Nữ diễn viên chính xuất sắc của một đợt lưu diễn         | Diane Fratantoni           | Đoạt giải |
| 1985 | Giải Helen Hayes      | Diễn viên phụ xuất sắc của một đợt lưu diễn              | Sal Mistretta              | Đề cử     |
| 1985 | Giải Helen Hayes      | Đợt lưu diễn xuất sắc                                    | Nhà hát National Theatre   | Đề cử     |
| 1985 | Giải Dora Mavor Moore | Biên đạo xuất sắc                                        | T. Michael Reed            | Đoạt giải |
| 1985 | Giải Dora Mavor Moore | Thiết kế phục trang xuất sắc                             | John Napier                | Đoạt giải |
| 1985 | Giải Dora Mavor Moore | Chỉ đạo xuất sắc                                         | David Taylor               | Đoạt giải |
| 1985 | Giải Dora Mavor Moore | Thiết kế ánh sáng xuất sắc                               | David Hersey               | Đoạt giải |
| 1985 | Giải Dora Mavor Moore | Chỉ đạo âm nhạc xuất sắc                                 | Stanley Lebowsky           | Đoạt giải |
| 1985 | Giải Dora Mavor Moore | Sản xuất nhạc kịch xuất sắc                              | M.T.E. Productions         | Đoạt giải |
| 1985 | Giải Dora Mavor Moore | Thiết kế sân khấu xuất sắc                               | John Napier                | Đoạt giải |
| 1990 | Giải Carbonell        | Diễn viên phụ của tour lưu diễn                          | Joey Pizzi                 | Đề cử     |
| 1993 | Giải Carbonell        | Diễn viên phụ của tour lưu diễn                          | Jimmy Lockett              | Đoạt giải |
| 2003 | Giải Jeff             | Sản xuất nhạc kịch xuất sắc                              | Giải Nhà hát Marriott      | Đề cử     |
| 2003 | Giải Jeff             | Biên đạo múa xuất sắc                                    | Marc Robin                 | Đoạt giải |
| 2003 | Giải Jeff             | Dàn diễn viên xuất sắc                                   | Dàn diễn viên xuất sắc     | Đề cử     |
| 2003 | Giải Jeff             | Thiết kế phục trang xuất sắc                             | Nancy Missimi              | Đoạt giải |
| 2003 | Giải Jeff             | Thiết kế ánh sáng xuất sắc                               | Diane Ferry Williams       | Đề cử     |
| 2003 | Giải Jeff             | Chỉ đạo âm nhạc xuất sắc                                 | Shawn Stengel              | Đề cử     |
| 2003 | Giải Jeff             | Đạo diễn xuất sắc thể loại Nhạc kịch                     | Marc Robin                 | Đề cử     |
| 2005 | Giải Helen Hayes      | Biên đạo múa xuất sắc của đợt sản xuất địa phương        | Giải Toby's Dinner Theatre | Đề cử     |
| 2014 | Giải Jeff             | Thiết kế ánh sáng xuất sắc                               | Jesse Klug                 | Đề cử     |
| 2014 | Giải Jeff             | Biên đạo múa xuất sắc                                    | Marc Robin                 | Đề cử     |
| 2014 | Giải Dora Mavor Moore | Dàn diễn viên xuất sắc                                   | Dàn diễn viên xuất sắc     | Đề cử     |
| 2014 | Giải Dora Mavor Moore | Màn trình diễn nữ chính xuất sắc nhất thể loại Nhạc kịch | Ma-Anne Dionisio           | Đề cử     |

## Úc
| Năm  | Giải            | Hạng mục                                 | Ứng cử viên            | Kết quả |
| ---- | --------------- | ---------------------------------------- | ---------------------- | ------- |
| 2010 | Giải Helpmann   | Nữ diễn viên xuất sắc thể loại Nhạc kịch | Delia Hannah           | Đề cử   |
| 2010 | Giải Green Room | Nữ diễn viên chính                       | Delia Hannah           | Đề cử   |
| 2010 | Giải Green Room | Nam diễn viên chính                      | Michael-John Hurney    | Đề cử   |
| 2010 | Giải Green Room | Nữ diễn viên góp mặt                     | Lisa Marie Parker      | Đề cử   |
| 2010 | Giải Green Room | Màn trình diễn tập thể                   | Màn trình diễn tập thể | Đề cử   |

## Paris
| Năm  | Giải         | Hạng mục           | Ứng cử viên        | Kết quả   |
| ---- | ------------ | ------------------ | ------------------ | --------- |
| 1989 | Giải Molière | Nhạc kịch hay nhất | Nhạc kịch hay nhất | Đoạt giải |
| 2016 | Giải Molière | Nhạc kịch hay nhất | Nhạc kịch hay nhất | Đề cử     |

## Nam Phi
| Năm  | Giải                       | Hạng mục                                               | Ứng cử viên    | Kết quả   |
| ---- | -------------------------- | ------------------------------------------------------ | -------------- | --------- |
| 2001 | Giải Sân khấu Fleur du Cap | Trình diễn xuất sắc nhất thể loại Nhạc kịch hoặc Revue | Warren Kimmel  | Đoạt giải |
| 2001 | Giải Sân khấu Fleur du Cap | Cống hiến Kỹ thuật sân khấu xuất sắc nhất              | Keith Anderson | Đoạt giải |

## Luân Đôn 2014
| Năm  | Giải                  | Hạng mục                                          | Ứng cử viên                | Kết quả |
| ---- | --------------------- | ------------------------------------------------- | -------------------------- | ------- |
| 2015 | Giải Laurence Olivier | Nhạc kịch làm lại hay nhất                        | Nhạc kịch làm lại hay nhất | Đề cử   |
| 2015 | Giải Laurence Olivier | Nữ diễn viên phụ xuất sắc nhất thể loại Nhạc kịch | Nicole Scherzinger         | Đề cử   |

## Broadway 2016
| Năm  | Giải                       | Hạng mục                                                          | Ứng cử viên                                                       | Kết quả |
| ---- | -------------------------- | ----------------------------------------------------------------- | ----------------------------------------------------------------- | ------- |
| 2017 | Giải Drama Desk            | Thiết kế Âm thanh xuất sắc nhất thể loại Nhạc kịch                | Mick Potter                                                       | Đề cử   |
| 2017 | Giải Liên đoàn kịch Hoa Kỳ | Sản xuất lại nhạc kịch Broadway hoặc ngoài Broadway xuất sắc nhất | Sản xuất lại nhạc kịch Broadway hoặc ngoài Broadway xuất sắc nhất | Đề cử   |
| 2017 | Giải Chita Rivera          | Dàn diễn viên Broadway xuất sắc nhất                              | Dàn diễn viên Broadway xuất sắc nhất                              | Đề cử   |
| 2017 | Giải Chita Rivera          | Nam vũ công Broadway xuất sắc nhất                                | Tyler Hanes                                                       | Đề cử   |
| 2017 | Giải Chita Rivera          | Nam vũ công Broadway xuất sắc nhất                                | Ricky Ubeda                                                       | Đề cử   |
| 2017 | Giải Chita Rivera          | Vũ công nữ Broadway xuất sắc nhất                                 | Eloise Kropp                                                      | Đề cử   |
| 2017 | Giải Chita Rivera          | Vũ công nữ Broadway xuất sắc nhất                                 | Georgina Pazcoguin                                                | Đề cử   |
| 2017 | Giải Chita Rivera          | Vũ công nữ Broadway xuất sắc nhất                                 | Christine Cornish Smith                                           | Đề cử   |